# Mario Testa
Mario Testa (Buenos Aires, 15 de maio de 1925 — Buenos Aires, 5 de novembro de 2024) foi um médico sanitarista argentino. Em 1951, graduou-se em Medicina pela Universidade de Buenos Aires. Em 1962, concluiu mestrado em Planejamento Econômico Geral, no Centro de Estudos do Desenvolvimento (CENDES) da Universidade Central da Venezuela, dando origem ao Método CENDES-OPS, um marco do planejamento em saúde que influenciou países de toda a América Latina. Trabalhou para a Organização Pan-Americana da Saúde (Opas), o Banco Mundial e o Centro Pan-Americano de Planejamento em Saúde (Cepal).
Na América Latina, participou da fundação da Associação Latino-Americana de Medicina Social (Alames), e, no Brasil, apoiou a criação do Instituto de Saúde Coletiva da Universidade Federal da Bahia e o desenvolvimento do Projeto Montes Claros, eventos que se situam nas origens da Reforma Sanitária Brasileira. Dentre as suas publicações, destacam-se: "Pensar en salud", "Saber en salud: La construcción del conocimiento", "Medicina del trabajo al servicio de los trabajadores" e "Pensamiento estratégico y lógica de programación: El caso salud".